# Czarnocin (Západopomořanské vojvodství)
Czarnocin, německy Zartenthin, je vesnice ve gmině Stepnica v okrese Goleniów v severozápadním Polsku. Geograficky se nachází na pobřeží Štětínského zálivu a veletoku Odra v geomorfologickém celku Równina Goleniowska v Západopomořanském vojvodství.

## Historie a popis
Vesnice má středověký původ a je poprvé v historických písemných dokumentech uváděna až v roce 1318. Czarnocin je sídlem sołectva a je to obec zemědělského, rekreačního a turistického charakteru. Je zde písková pláž, provozují se vodní sporty, . Přírodními zajímavostmi jsou památný dub Dąb Paweł a přírodní rezervace Rezerwat przyrody Czarnocin im. prof. Janiny Jasnowskiej.

### Turistika
- Szlak Stepnicki - ze Stepnice do Wolinu.[2]
- Szlak rowerowy R-66 (Międzynarodowy szlak rowerowy wokół Zalewu Szczecińskiego R-66) - mezinárodní cyklostezka vedoucí kolem Štětínského zálivu.
- Poutní/turistická trasa Zachodniopomorska Droga św. Jakuba (Svatojakubská cesta).
- Naučná stezka Ścieżka edukacyjno-przyrodnicza Promenada Słońca.

## Galerie

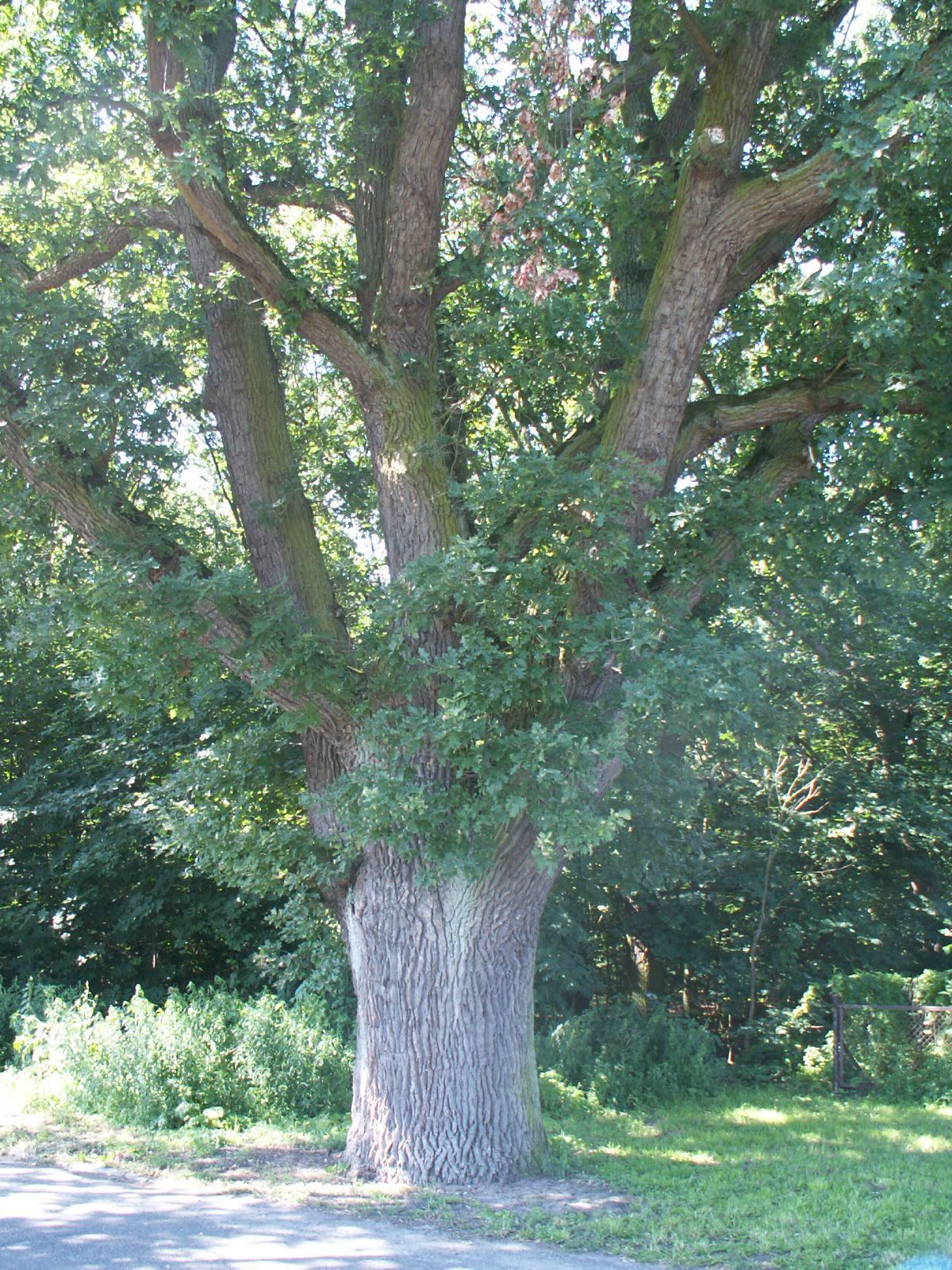
Památný dub Pavel
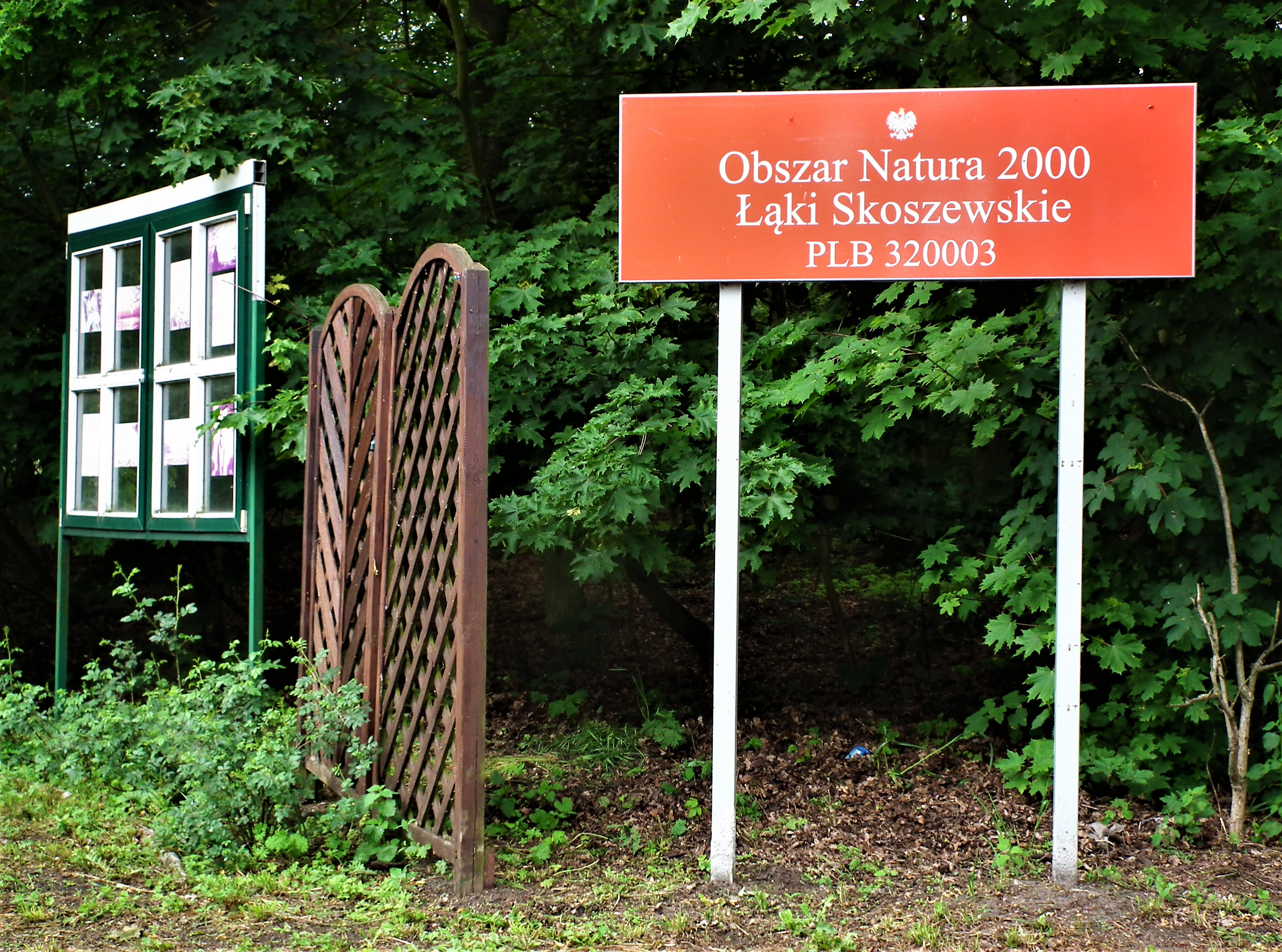
Natura 2000 Łąki Skoszewskie